# Karl Sladek
Karl Sladek (* 3. Juli 1899 in Neudek; † 11. September 1982 in Regensburg) war ein deutscher Schauspieler, Opernsänger und Theaterregisseur.

## Leben
Sladek stammte aus einer wandernden Schauspielerfamilie und soll im Neudeker Theatersaal das Licht der Welt erblickt haben, wofür seine Mutter (Eleonora Rosa Sládek geb. Dittrich) ihre Rolle als Bittstellerin im Ritterstück König Allgold spontan unterbrechen musste. Nach der Geburtmatrik von Neudek, Band XI, erfolgte die Geburt im Wohnhaus des Vaters, des Schauspielers Friedrich Johann Sládek, in Neudek Haus Nr. 458 im Beisein der geprüften Hebamme Maria Kugler. Taufpate und Namensgeber war der Neudeker Bürgerschuldirektor Karl Loh. Die römisch-katholische Taufe fand am 5. Juli 1899 statt. Als Kind lag er bereits als Christkind bei der Aufführung des Weihnachtsmärchens in der Krippe.
Die vom Vater in die Wege geleitete Fotografenlehre brach er ab und entschied sich zur Rückkehr an die väterliche Wanderbühne, wo ihn als 14-Jähriger ein Impresario für das Berliner Varieté Wintergarten entdeckte, wo er von Otto Reutter protegiert wurde. Nach der Ausbildung hatte er zunächst wechselnde Engagements, darunter das Prager Ständetheater und die Stadttheater Mährisch-Ostrau, Aussig und Teplitz-Schönau. In Eger lernte er seine spätere Frau Anna, genannt „Anntschi“, kennen. Auch die gemeinsame Tochter Kordula, verheiratet Lange (1926–2013), trat später am Theater auf.
Mit ihr ging er nach Ingolstadt, wo er 1926 sein erstes festes Engagement erhielt, das Familiengehalt aber mit Nebenjobs aufbessern musste. 1929 wechselte Sladek als Buffo ans Stadttheater Regensburg, wo er 50 Jahre lang, auch als Schauspieler in über 500 Rollen sowie auch als Spielleiter wirkte und sich beim Publikum als „Erzkomödiant“ einen Namen machte. Er gastierte auch außerhalb Regensburgs als Partner prominenter Bühnengrößen und wirkte jahrelang bei den Luisenburg-Festspielen mit.

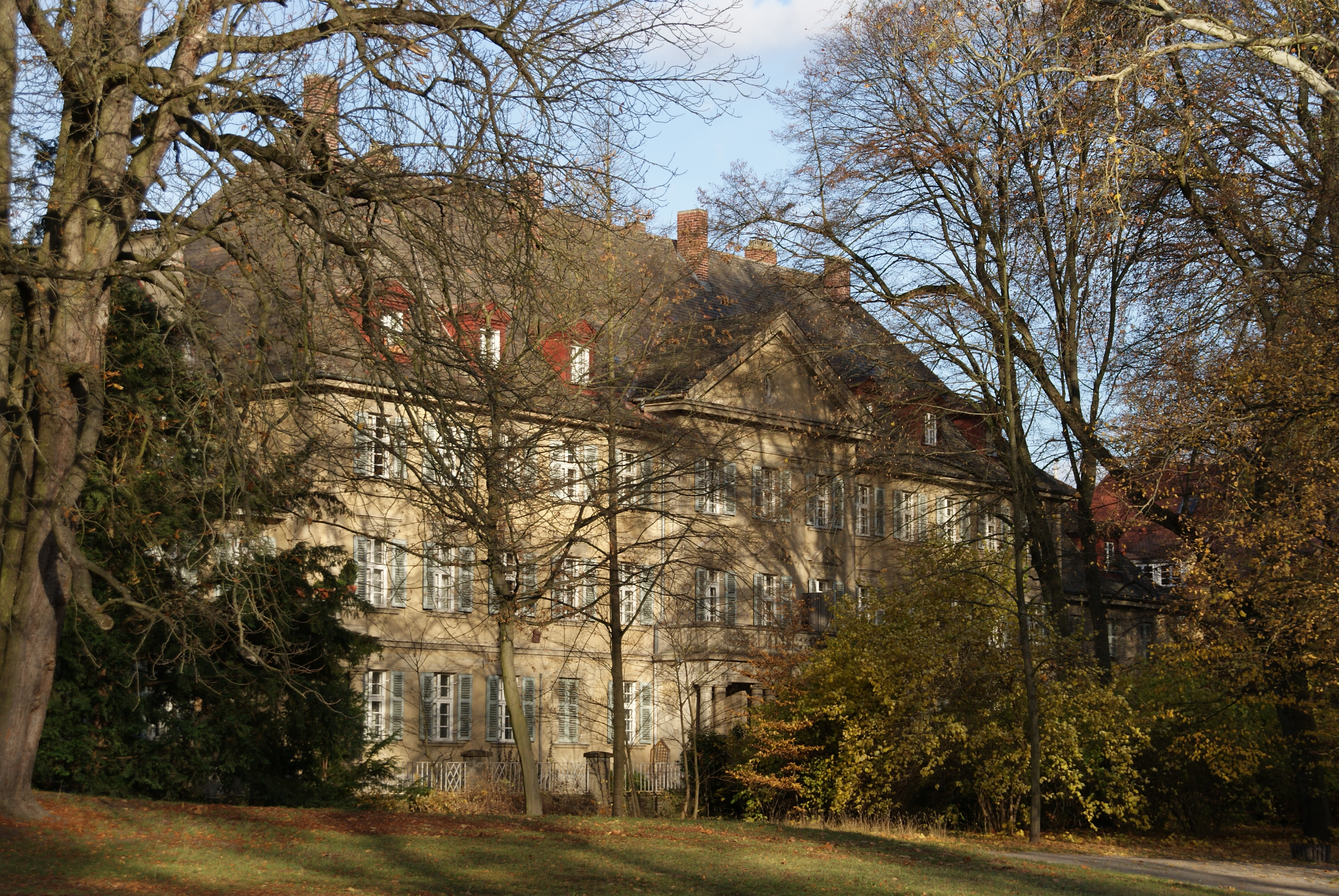
Im Haus in der Wittelsbacherstraße 9 wohnte Sladek bis zu seinem Tod

Sladek spielte auch in zwei Filmen, 1955 im Kinderfilm Kleines Herz im Donautal (Originaltitel: Ich habe es nicht gewollt; International-Film) von F.M. Danton und 1964 in Heinz-Joachim Kleins (1906–1998) Shakespeare-Verfilmung Ein Sommernachtstraum, wo er die Rolle des Herrn „Schlucker“ (im Original „Robin Starvelling“) spielte.
Trotz weiterer Filmangebote blieb er aber dem Theaterschaffen weiterhin treu. In der Rolle des Augustinerbruders „Ignatius“ in Edmund Eyslers Operette Die gold’ne Meisterin verabschiedete er sich 1979 im Alter von 80 Jahren vom Regensburger Bühnenpublikum.
Er lebte in Regensburg bis zu seinem Tod in der Parkvilla in der Wittelsbacherstraße 9, in der nach dem Zweiten Weltkrieg vorwiegend Kunstschaffende wohnten bzw. arbeiteten, unter anderem auch Jo Lindinger, Walter Boll, Manfred Lindemann-Frommel, Max Wissner und Oskar Birkenbach.